# Charlie Wachtel
Charlie Wachtel é um produtor cinematográfico e roteirista americano. Como reconhecimento, foi nomeado ao Óscar 2019 na categoria de Melhor Roteiro Adaptado por BlacKkKlansman (2018).